# Лейнинген, Карл Фридрих Вильгельм
Карл Фридрих Вильгельм, князь Лейнингенский (нем. Carl Friedrich Wilhelm zu Leiningen; 14 августа 1724, Дюркхайм, Курпфальц — 9 января 1807, Аморбах, Бавария) — немецкий аристократ из дома Лейнинген. Императорский камергер, тайный советник Курпфальца и генерал-лейтенант кавалерии. Первый князь (фюрст) Лейнингенский (1779—1807).

## Биография
Родился 14 августа 1724 года в Дюркхайме (Курпфальц). Старший сын Фридриха Магнуса, графа Лейнинген-Дагсбург-Харденбурга (1703—1756), и его супруги, графини Анна Кристины Элеоноры фон Вурмбранд-Штуппах (1698—1763), дочери президента императорского придворного совета графа Иоганна Йозефа Вильгельма фон Вурмбранда-Штупаха (1670—1750). По отцовской линии — внук графа Иоганна Фридриха фон Лейнинген-Дагсбург-Харденбурга (1661—1722), и Катарины фон Баден-Дурлах (1677—1746), дочери маркграфа Фридриха VII Магнус фон Баден-Дурлах, сестры маркграфа Карла III Вильгельма фон Баден-Дурлах, основателя города Карлсруэ.
28 октября 1756 года после смерти своего отца Карл Фридрих Вильгельм стал новым графом Лейнинген-Дагсбург-Харденбург. 3 июля 1779 года император Священной Римской империи Иосиф II пожаловал ему титул имперского князя.
В 1796 года французские войска изгнали графскую семью из Пфальца. В 1801 году Карл Фридрих Вильгельм Лейнинген лишился своих владений на левом берегу Рейна, а именно Харденбурга, Фалькенбурга и Дюркгейма, которые отошли к Франции. Новой резиденцией рода стал Аморбах в Баварии. В 1803 году было создано княжество Лейнинген, граничившее с королевством Бавария и Великим герцогством Баден, его территория полностью окружена территориями этих государств.
В 1806 году княжество Лейнинген было медиатизировано Великим герцогством Баден, в 1810 году перешло Великому герцогству Гессен, а в 1816 году стало частью Королевства Бавария.

## Семья
24 июня 1749 года Карл Фридрих Вильгельм женился на своей кузине, Кристиане Вильгельмине Луизе Сольмс-Редельхайм и Ассенхайм (24 апреля 1736 — 6 января 1803), дочери Вильгельма Карла Людвига, графа Сольмс-Редельхайм и Ассенхайма, и графини Марии Маргареты Леопольдины фон Вурмбранд-Штуппах. Супруги имели трех дочерей и одного сына:
- Елизавета Кристиана Марианна (27 октября 1753 — 16 февраля 1792), муж с 1768 года граф Карл Людвиг фон Сальм (1729—1799)
- Шарлотта Луиза Мария (27 мая 1755 — 13 января 1785), муж с 1776 года граф Франц фон Эрбах-Эрбах (1754—1823)
- Каролина София Вильгельмина (4 апреля 1757 — 18 марта 1832), муж с 1773 года граф Фридрих Магнус Сольмс-Вильденфельс (1743—1801)
- Эмих Карл (27 сентября 1763 — 4 июля 1814), 2-й князь Лейнингенский (1803—1814).